# José Venancio López
José Venancio López, né le 13 mai 1791 à Guatemala et mort le 26 septembre 1863), est un homme d'État, deuxième président du Guatemala du 26 février au 13 mai 1842.